# Mestre de la cavalleria
El mestre de la cavalleria (magister equitum) va ser a l'antiga Roma el Cap d'Estat Major del dictador que l'havia nomenat. Com el dictador, el mestre de la cavalleria tenia un mandat de sis mesos en cas de greu alteració de l'ordre. Estava envoltat per 6 lictors. Era una magistratura excepcional, ja que era necessari que el Senat declarés l'estat d'excepció perquè pogués ser exercida.
El primer dictador data de 501 aC, fou Titus Larcius Flavus i nomenà Spurius Cassius Vecellinus mestre de la cavalleria.
El 368 aC, Caius Licinius Stolon, tribú de la plebs, fou nomenat mestre de la cavalleria per Publius Manlius Capitolinus com un senyal d'apaivagament, això succeí 12 anys abans de la primera vegada que un plebeu fos nomenat dictador. Aquell fou el primer plebeu a exercir aquest càrrec.
Després de 202 aC, la dictadura va caure en desús perquè Roma era ara lliure d'una amenaça directa, i la presència a Roma del pretor urbà permetia que un magistrat amb l'Imperium garantís la celebració dels comicis. El Senat s'acontentà tan sols temporalment a enfortir el poder dels cònsols i la magistratura de la cavalleria no fou exercida novament fins a la dictadura de Sul·la (Lucius Cornelius Sulla Felix).
El 81 aC, Sul·la es va fer nomenar dictador segons el ritual clàssic, però va nomenar un mestre de la cavalleria que no tenia poder real.
Un dels més famosos mestres de la cavalleria fou Marc Antoni, que va ser nomenat per Juli Cèsar a l'inici de la seva dictadura. Un altre triumvir, Lèpid, també va ser mestre de la cavalleria del dictador perpetu.